# Sant Martí d'Ur
Sant Martí d'Ur (Saint-Martin d'Ur en francès) és el nom de l'església romànica, i de la parròquia que aquesta encapçala, del poble cerdà d'Ur, a la Catalunya del Nord.

## Història

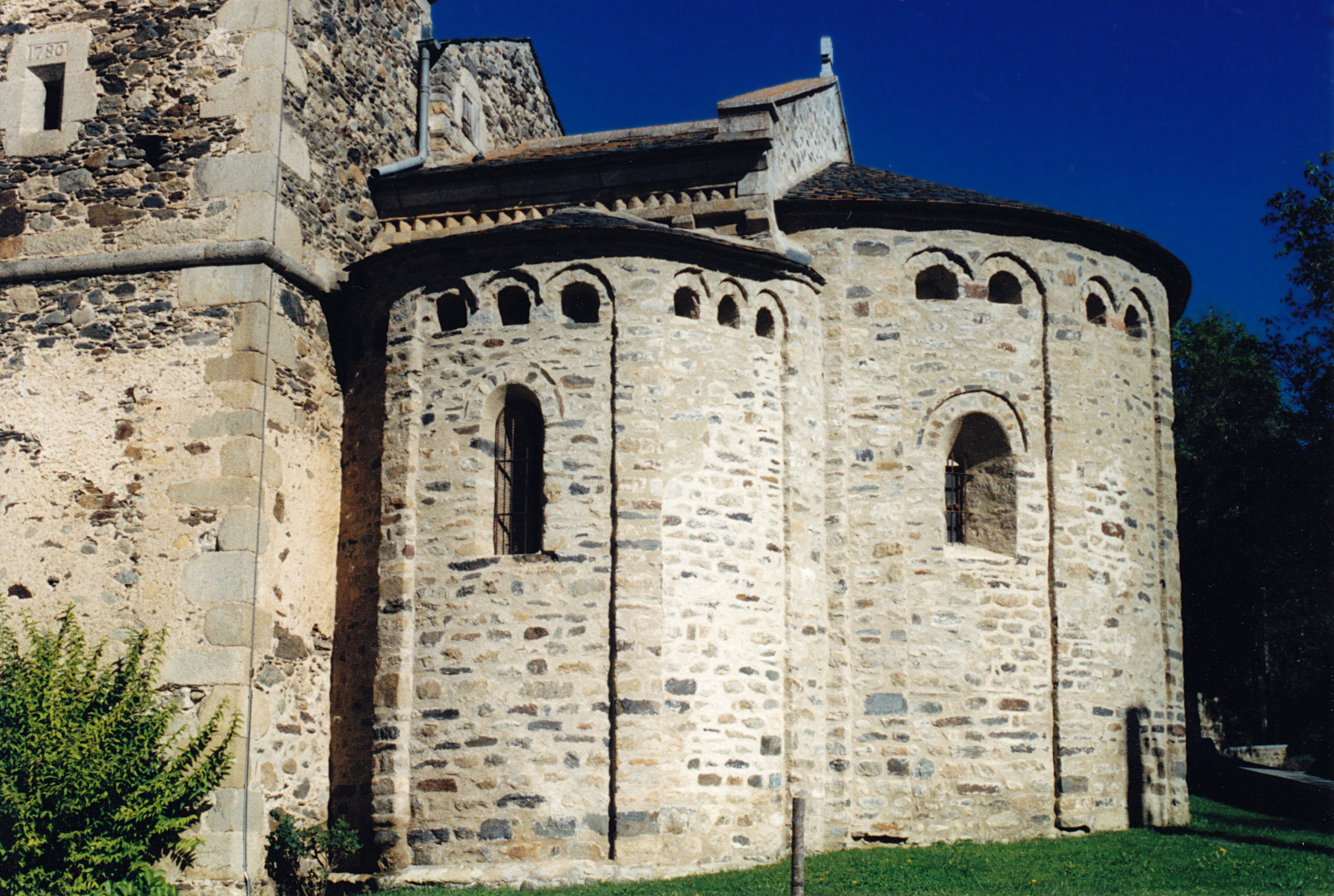
Absis central preromànic i una de les dues absidioles

L'església és esmentada per primera vegada al segle novè en l'Acta de Consagració de la Catedral de la Seu d'Urgell (819) i de la mateixa època n'és la major part de l'edifici actual, encara que la nau i el campanar foren considerablement reformats al segle xviii. El 7 de juny del 1934 va ser declarat monument històric de França.

## Arquitectura
El temple té una capçalera típica del primer art romànic, o preromànic, amb un absis central i dues absidioles, decorats amb bandes lombardes (una banda lombarda és una arcatura composta d'arcs en cintra vorejada lateralment per dues pilastres anomenades lesenes). En el cas d'Ur, cada banda lombarda és formada per dos arcs a l'absis central i tres a les absidioles; i per dessota de cada conjunt d'arcs hi ha una petita finestra cega. En la part inferior de les absidioles, el mur està ornat amb un fris en dents d'engranatge.